# Gentianopsis crinita
Gentianopsis crinita là một loài thực vật có hoa trong họ Long đởm. Loài này được (Froel.) Ma mô tả khoa học đầu tiên năm 1951.